# SoftBank スマートフォン
SoftBank スマートフォン（ソフトバンク・スマートフォン）は、ソフトバンクが提供するスマートフォンのサービスである。

## 概要
従来のソフトバンクモバイルにおけるスマートフォンは、SoftBank Xという呼称を用いていたが、2010年に行われた端末型番形式の変更と、利用するSoftBank 3G USIMカードが従来のものとは別のものを利用する点で大きく異なる。他社の類似サービスとして、ドコモ スマートフォンがある。なお、2011年12月現在、ソフトバンクモバイルの主力サービスでもあるが、iPhoneは含まれない。

## 端末一覧
SoftBank Xを参照

## SoftBank 3Gとの相違点
- SoftBank 3Gは携帯電話であり、SoftBank スマートフォンはあくまでもスマートフォンである。
- Yahoo!ケータイに対応していない。
- 従来の3Gと比べても高速化が図られている。
- 一部機種にはULTRA SPEEDが対応している。（ULTRA PHONE）
- プリペイド携帯電話サービスは、プリモバイルではなく、プリスマという別サービスが提供される。

## SoftBank 3Gとの共通点
- 通信方式は共に、W-CDMA回線やHSPAである。
- 従来の3Gサービスで着うた、デコレメールなどには対応。

## SoftBank Xとの相違点
- SoftBank X時代にあったWindows Mobileを搭載した機種は存在しない。